# Pil C
Lukáš Kajanovič (* 19. duben 1986, Partizánske, Československo) je slovenský rapper.
Pil C začal rapovat poměrně pozdě a to až ve svých 28 letech (2014). Jeho úplně první track se nazývá „Lost" a byl vydán v srpnu 2014. Od té doby spolupracoval s více slovenskými a českými interprety i producenty jako jsou například DJ Wich, DJ Mike Trafik, Dalyb atd. Jeho první sólové album s názvem Hype vyšlo na podzim 2016. Pil C se už objevil na jednom albu a to na albu od redakce Refresher.sk s názvem Freshtape. Přispěl tam svým trackem „Pompeje“. Jeho první již zmiňovaný track „Lost“ zremixoval slovenský producent a člen českého seskupení YZO Empire – Konex. Momentálně pracuje na nových tracích a nedávno vydal track My sme tu doma.

## Diskografie

### Alba
| č.  | Skladby                                                            | Producenti                    | Délka |
| --- | ------------------------------------------------------------------ | ----------------------------- | ----- |
| 1.  | Odsúdení na úspech - intro                                         | Othellobeats                  | 3:42  |
| 2.  | Deň strieda tmu (featuring Separ)                                  | Hellion & YARY                | 2:57  |
| 3.  | 7:30 ráno v Bratislave (featuring Otis, Luca Brassi10x, SAK10DENZ) | YARY                          | 4:25  |
| 4.  | Foyer                                                              | FACEFRONT & YARY              | 2:32  |
| 5.  | Život je zvláštny (featuring Alan Murin)                           | FACEFRONT                     | 2:39  |
| 6.  | Nová nahrávka 116 skit                                             | Enthic                        | 1:04  |
| 7.  | Vidím jak sa na mňa pozeráš (featuring Ego)                        | SpecialBeatz                  | 3:01  |
| 8.  | Cara Mia (featuring Alan Murin)                                    | Luci G & SpecialBeatz         | 3:10  |
| 9.  | Chrome hearts freestyle                                            | BeatsByZuri & KXVI & PALE1080 | 3:34  |
| 10. | V podzemí freestyle (featuring Rytmus)                             | Hxdroyoung & Scarsamm         | 3:55  |
| 11. | Unikli osudu (featuring Sergei Barracuda, Matěj Straka)            | Hellion                       | 4:43  |
| 12. | Stále málo (featuring Palermo)                                     | Jerry Lee                     | 2:55  |
| 13  | Vitalik Buterin skit                                               | FACEFRONT                     | 1:36  |
| 14. | Malý kúsok nehy (featuring Richard Muller)                         | Miku & Ubeatz                 | 4:44  |
| 15. | Stratení - Hawaii prequel                                          | Enthic                        | 4:05  |
| 16. | Hawaii (featuring Ben Cristovao)                                   | SpecialBeatz                  | 4:55  |

| č   | Skladby                                         | Producenti               | Délka |
| --- | ----------------------------------------------- | ------------------------ | ----- |
| 1.  | Modriny                                         | Enthic                   | 2:00  |
| 2.  | Povedz dosť (featuring Ektor)                   | Abe Beats & SpecialBeatz | 3:25  |
| 3.  | Kým nebude svit (featuring Sak10denz)           | Abe Beats & SpecialBeatz | 3:22  |
| 4.  | Dizzy (featuring Marko Damian)                  | Vae Cortez               | 2:31  |
| 5.  | Remington 11                                    | SpecialBeatz             | 2:43  |
| 6.  | Všetko, čo ma trápi (featuring Annet X)         | SpecialBeatz             | 3:10  |
| 7.  | Peroxid 3                                       | SpecialBeatz             | 6:05  |
| 8.  | Až na vrchol sveta (feat. Dollar Prync & lùisa) | Voodoo808                | 4:11  |
| 9.  | Bla Bla (featuring Smack)                       | Enthic                   | 3:16  |
| 10. | Chlapci flexia (featuring Frayer Flexking)      | Abe Beats                | 2:42  |
| 11. | Chlad                                           | Mjay                     | 3:20  |
| 12. | John Snow                                       | SpecialBeatz             | 3:08  |
| 13  | RBMK (featuring Viktor Sheen)                   | SpecialBeatz             | 3:40  |
| 14. | Tony Stark                                      | SpecialBeatz             | 2:05  |

| č.  | Skladby                                          | Producent(i)  | Délka |
| --- | ------------------------------------------------ | ------------- | ----- |
| 1.  | "OUTRO"                                          | SpecialBeatz  | 1:31  |
| 2.  | "SILENT HILL" (featuring Calin)                  | SpecialBeatz  | 4:15  |
| 3.  | "1 UCHOM DNU 2 VON" (featuring Ego, Majk Spirit) | Enthic        | 3:01  |
| 4.  | "7 HODÍN RÁNO"                                   | SpecialBeatz  | 3:55  |
| 5.  | "ČO S TÝM" (featuring Idea, VR)                  | SpecialBeatz  | 3:40  |
| 6.  | "NESMRTELNÍ" (featuring S. Barracuda)            | S. Barracuda  | 5:17  |
| 7.  | "PEROXID 2"                                      | SpecialBeatz  | 4:20  |
| 8.  | "PRINCEZNY A ZÁMKY" (featuring Fobia Kid)        | SpecialBeatz  | 3:35  |
| 9.  | "ZOO"                                            | DaySix        | 2:25  |
| 10. | "Á LA CARTE"                                     | DaySix        | 4:46  |
| 11. | "APATIA"                                         | SpecialBeatz  | 4:38  |
| 12. | "TONY" (featuring DJ Metys)                      | Brenk Sinatra | 3:29  |

| č.  | Skladby                                | Producent(i)    | Délka |
| --- | -------------------------------------- | --------------- | ----- |
| 1.  | "Intro"                                | SpecialBeatz    | 1:31  |
| 2.  | "Teriyaki"                             | Abe Beats       | 4:15  |
| 3.  | "Peepshow"                             | SpecialBeatz    | 3:01  |
| 4.  | "Deň za dňom" (featuring Laris Diam)   | SpecialBeatz    | 3:55  |
| 5.  | "Inhale"                               | NobodyListen    | 3:40  |
| 6.  | "Dekadentný" (featuring Moja Reč)      | Konex           | 5:17  |
| 7.  | "Unavený"                              | Conspiracy Flat | 4:20  |
| 8.  | "V aute" (featuring Vladimir 518)      | Norbert Ronin   | 3:35  |
| 9.  | "V tom meste"                          | SpecialBeatz    | 2:25  |
| 10. | "Sin City" (featuring Majk Spirit)     | Abe Beats       | 4:46  |
| 11. | "Diablo" (featuring Fobia Kid)         | SpecialBeatz    | 4:38  |
| 12. | "Mám piči"                             | Grimaso         | 3:29  |
| 13. | "Vidím jak ich jebe" (featuring Separ) | SpecialBeatz    | 4:09  |
| 14. | "Taxikár"                              | SpecialBeatz    | 3:41  |
| 15. | "Die Hard"                             | SpecialBeatz    | 4:00  |

### Mimoalbumové skladby
| Název                           | Producent       | Délka | Rok  |
| ------------------------------- | --------------- | ----- | ---- |
| "Lost"                          | Peko            | 3:35  | 2014 |
| "Pompeje"                       | Peko            | 3:15  | 2014 |
| "R.O.F."                        | Conspiracy Flat | 3:07  | 2014 |
| "Faded" (featuring Delik)       | SpecialBeatz    | 5:21  | 2014 |
| "Trippin" (featuring Zayo)      | Dalyb           | 4:19  | 2015 |
| "Peroxid"                       | SpecialBeatz    | 2:55  | 2015 |
| "Pentflaus" (featuring Yojo)    | Conspiracy Flat | 3:46  | 2015 |
| "November" (featuring Supa)     | Conspiracy Flat | 3:28  | 2015 |
| "Epos"                          | DJ Wich         | 4:31  | 2015 |
| "Dotokedydal" (featuring Separ) | Bighorse        | 3:22  | 2016 |
| "My sme tu doma"                | MJAY            | 3:22  | 2017 |